# Gesellschaft der Afrikamissionen

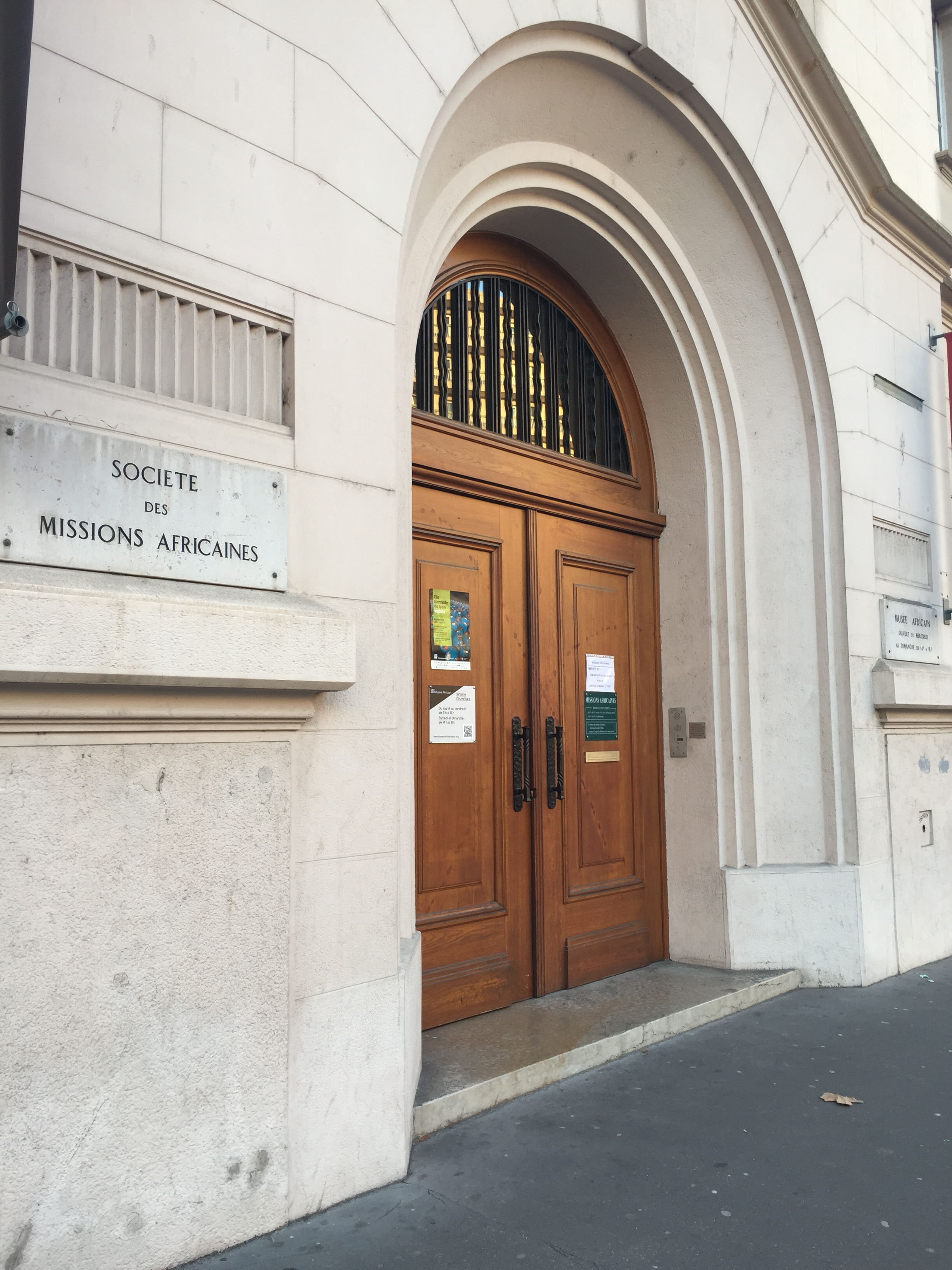
Die Gesellschaft der Afrikamissionen in Lyon.

Die Gesellschaft der Afrikamissionen (lateinisch Societas Missionum ad Afros, englisch Society of African Missions, Ordenskürzel: SMA), oder Lyoner Seminar ist eine Gesellschaft des apostolischen Lebens. Zu ihr gehören Ordenspriester und Laienbrüder. Die Gesellschaft arbeitet eng mit dem Dikasterium für die Evangelisierung zusammen. Sie ist nicht mit dem Orden der Afrikamissionare (umgangssprachlich „Weiße Väter“ genannt) zu verwechseln.

## Die Gründung
Am Schrein von Fourvière, einem Marienheiligtum in Lyon (Frankreich), gelobten am 8. Dezember 1856 Bischof Melchior de Marion-Brésillac und sechs Seminaristen, unter ihnen Augustin Planque, des Lyoner Seminars, ihre Arbeit in den Dienst der Menschen in Afrika zu stellen. Ihre Missionstätigkeit begannen sie im Mai 1859 im westafrikanischen Sierra Leone. Im Juni 1859 starben de Brésillac und sein Missionsteam am Gelbfieber. Das begonnene Werk wurde daraufhin von Pater Augustinus Planque, dem ersten Generalsuperior und weiteren jungen Missionaren in Afrika fortgesetzt. Er gründete auch 1876 die Schwestern Unserer Lieben Frau von den Aposteln.

## Weitere Geschichte

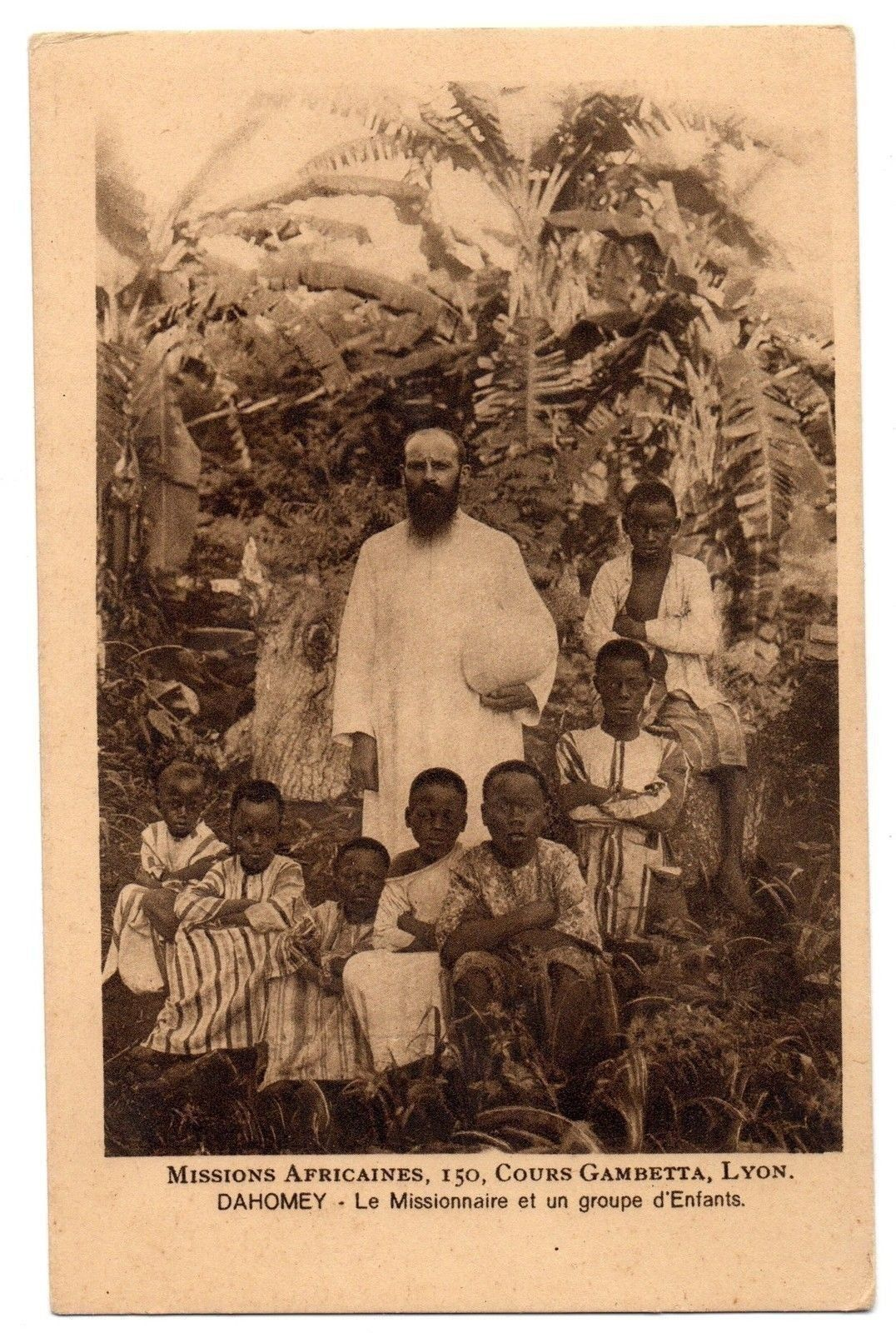
Missionar in Dahomey (1930)

Die Missionsarbeit des Lyoner Seminars wurde 1900 durch Papst Leo XIII. approbiert. So erwuchs die Gesellschaft der Afrikamissionen. Sowohl das Mutterhaus als auch das Generalat befinden sich in Lyon. Im Jahre 1900 bereits 300 Mitglieder zählend, stieg die Zahl der Missionare dieses Seminars bis 1965 sogar auf 800 an, von denen sich 300 in Afrika befanden.

## Organisation
Heute zählt die Gesellschaft etwa 1200 Mitglieder aus über zehn Nationen. Sie unterhält Provinzen in Frankreich, Irland, den Niederlanden, USA, Großbritannien, Kanada, Spanien, Belgien, Polen und den auf Philippinen. Das Generalhaus, Sitz des Generaloberen und des Generalrats, befindet sich in Rom. Die letzte große Generalversammlung wurde im Jahr 2006, anlässlich des 150. Gründungsjubiläums, unter Leitung des Generaloberen Pater Kieran O’Reilly abgehalten. Zu den Zielen der Generalversammlung gehörten die Prüfung der Besitztümer der Gesellschaft, Analyse der Situation des Lebens und der Arbeit der Gesellschaft mit dem Ziel der Erneuerung der Kräfte bei der Fortführung der Mission, Zukunftsplanung, Wahl des Generaloberen und der Generalräte.

## Mission
In 150 Jahren widmete sich das Bildungsinstitut der SMA der Evangelisierung der westafrikanischen Völker und hat zur Entstehung und zum Wachstum mehrerer katholischer Ortskirchen in Afrika beigetragen. Das Institut hat gegenwärtig 900 Mitglieder und etwa 150 Studenten.
Die Gesellschaft bildet auch im Studienhaus in Accra (Ghana) junge afrikanische Christen aus. Seit ihrer Gründung unterhält die Hilfsorganisation africa action / Deutschland enge Kontakte zu den Afrikamissionaren, Hilfslieferungen wurden seit 1983 über das Mutterhaus der Missionare in Oosterbeek (Niederlande) geleitet. In den Folgejahren entwickelten Afrikamissionare und africa action an mehreren Orten in Ghana und Niger eine vertrauensvolle und partnerschaftliche Zusammenarbeit mit der Bevölkerung.

## Generalsuperiore
- Melchior de Marion-Brésillac (1858–1859)
- Augustin Planque (1859–1907)
- Paul Pellet (1907–1914)
- Augustin Duret (1914–1919)
- Jean-Marie Chabert (1919–1933)
- Maurice Slaterry (1937–1947)
- Stephen Harrington (1947–1958)
- Henri Mondé (1958–1973)
- Joseph Hardy (1973–1983)
- Patrick J. Harrington (1983–1995)
- Daniel Cardot (1995–2001)
- Kieran O’Reilly (2001 – 14. Juli 2010)
- Jean-Marie Guillaume (2010–2013)
- Fachtna O’Driscoll  (2013–2019)
- Antonio Porcellato (seit 2019)